# Pellicieraceae
Famille
Classification APG II (2003)
Classification APG III (2009)
Les Pellicieraceae (les Pelliciéracées en français) est une famille de plantes à fleurs dicotylédones. Selon Watson & Dallwitz, cette famille ne comprend qu'un genre Pelliciera (en) et une seule espèce :
- Pelliciera rhizophorae

Ce sont des arbres à feuilles persistantes, sessiles, de la mangrove, originaires des régions tropicales d'Amérique centrale (du Costa Rica à l'Équateur).

## Étymologie
Le nom vient du genre Pelliciera qui « commémore l'ecclésiastique français, diplomate et naturaliste, Guillaume Pellicier (1527–1568), évêque de Montpellier ».

## Classification
En classification phylogénétique APG II (2003), cette famille est optionnelle : ces plantes peuvent être incluses dans les Tétraméristacées.
Le Angiosperm Phylogeny Website [7 mai 2007] n'accepte pas cette famille et inclut cette espèce dans les Tétraméristacées.
En classification phylogénétique APG III (2009), cette famille est invalide et ses genres sont incorporés dans la famille Tetrameristaceae.